# اویلر (دهانه)
اویلر یک دهانه برخوردی در ماه‌ است.

## دهانه‌های اقماری
این دهانه ۶ دهانه اقماری دارد.
| Euler | عرض جغرافیایی | طول جغرافیایی | قطر         |
| ----- | ------------- | ------------- | ----------- |
| E     | ۲۴.۷° N       | ۳۴.۰° W       | ۶.۰ کیلومتر |
| G     | ۲۰.۷° N       | ۲۷.۴° W       | ۴.۰ کیلومتر |
| F     | ۲۱.۲° N       | ۲۷.۹° W       | ۶.۰ کیلومتر |
| H     | ۲۵.۳° N       | ۲۸.۶° W       | ۴.۰ کیلومتر |
| J     | ۲۲.۳° N       | ۳۱.۵° W       | ۴.۰ کیلومتر |
| L     | ۲۱.۴° N       | ۲۸.۹° W       | ۴.۰ کیلومتر |